# Alexander Donaire
Alexander Jhunior Donaire, né le 3 mai 2001, est un coureur cycliste bolivien. Il est membre de l'équipe Pío Rico-Alcaldía La Vega.

## Biographie
Alexander Donaire est né dans le département de Calamuchita. En 2022, il est sacré champion de Bolivie du contre-la-montre dans la catégorie des espoirs. L'année suivante, il conserve ce titre national. Il devient ensuite champion de Bolivie sur route en 2024 chez les élites,. Durant cette même saison, il représente son pays aux championnats panaméricains, organisés à São José dos Campos. 

## Palmarès et résultats

### Par année
- 2022
  -  Champion de Bolivie du contre-la-montre espoirs
  - Doble San Roque-Chaguaya :
    - Classement général
    - 1re étape[3]
- 2023
  -  Champion de Bolivie du contre-la-montre espoirs
  - 1re étape de la Vuelta a Santa Cruz (contre-la-montre)
- 2024
  -  Champion de Bolivie sur route
  - 3e du championnat de Bolivie du contre-la-montre
- 2025
  - 2e du championnat de Bolivie sur route
  - 3e du championnat de Bolivie du contre-la-montre

### Classements mondiaux
| Année            | 2022 | 2023 |
| ---------------- | ---- | ---- |
| UCI America Tour | 192e | 237e |